# Polytribax fusiformis
Polytribax fusiformis là một loài tò vò trong họ Ichneumonidae.